# Marc'Antonio Ingegneri
Marc'Antonio Ingegneri (Verona, 1547 – Cremona, 1 de juliol de 1592) fou un compositor italià.
Va ser deixeble de Vicenzo Rufo i mestre del cèlebre Monteverdi. Des de 1576 fins a la seva mort exercí les funcions de mestre de capella de la catedral de Cremona.
Compositor inspirat i fecund, deixà les obres següents: dos llibres de misses, un de 5 a 8 veus (1573) i un altre a 5 (1587); vuit de Madrigals, un a 6 veus (1586), cinc a 5 (1572-87) i dos a 4 (1578 i 1594); Sacrae cantiones, a 4 (1586), de 7 a 16 (1589) i a 6 (1591); Responsoria hebdomadae sanctae (1581), obra que s'havia atribuït a Palestrina; Lamentationes, i dos llibres d'Himnes, a 4 veus (1606).